# Takeaki Yuhara
Takeaki Yuhara (japanisch 油原 丈著 Yuhara Takeaki; * 13. Januar 1978 in Nagareyama) ist ein ehemaliger japanischer Fußballspieler.

## Karriere
Yuhara spielte in der Jugendmannschaft des Kashiwa Reysol. Yuhara begann seine Karriere 1996 beim Erstligisten Kashiwa Reysol. 1997 wechselte er zum Zweitligisten Sagan Tosu. Im Sommer 1997 wechselte er zum Erstligisten Cerezo Osaka. Von 1999 bis 2001 war er beim Drittligisten Jatco FC unter Vertrag. Danach spielte er bei Sagawa Express Tohoku SC und Yokogawa Musashino FC. 2004 beendete er seine Karriere als Fußballspieler.